# Abdulino
Abdulino (ruski: Абдулино) je grad u Orenburškoj oblasti u Rusiji. Nalazi se u blizini granice s ruskom republikom Baškirijom, oko 280 km sjeverozapadno od Orenburga. Prema popisu iz 2008. godine, grad je imao 20.922 stanovnika.
Osnovan je 1795. godine kao Abdulovo, nazvan prema seoskom starješini Abdulahu Jakupovu. Od 1811. nosi današnje ime, a od 1923. ima status grada.
Abdulino je važna željeznička postaja na glavnoj prometnici od Moskve prema Čeljabinsku. Poznat je po tvornici poljoprivrednih strojeva.

## Vanjske poveznice
- Povijest grada (rus.)